# Soul of the Beast
Soul of the Beast è un film muto del 1923 diretto da John Griffith Wray.

## Produzione
Il film fu prodotto dalla Thomas H. Ince Corporation.

## Distribuzione
Distribuito dalla Metro Pictures Corporation e presentato da Thomas H. Ince, il film uscì nelle sale cinematografiche degli Stati Uniti il 7 maggio 1923.
Della pellicola esiste copia in 16 mm. Il film, masterizzato, è stato distribuito in DVD nel 2008 dalla Grapevine Video e, nel 2010, dalla Sunrise Silents.